# Liste des monuments et sites historiques de la région de Diourbel
Cet article recense les monuments et sites historiques de la région de Diourbel au Sénégal.

## Liste
| Monument                                         | Département             | Localisation                            | Coordonnées                  | Notes             | Code Arrêté    | Illus. |
| ------------------------------------------------ | ----------------------- | --------------------------------------- | ---------------------------- | ----------------- | -------------- | ------ |
| Grande Mosquée                                   | Département de Diourbel | Diourbel                                |                              |                   | 2006DIOURBEL01 |        |
| Préfecture                                       | Département de Diourbel | Diourbel                                |                              |                   | 2006DIOURBEL02 |        |
| Gare ferroviaire                                 | Département de Diourbel | Diourbel                                |                              |                   | 2006DIOURBEL03 |        |
| Immeuble abritant la Poste                       | Département de Diourbel | Diourbel                                |                              |                   | 2006DIOURBEL04 |        |
| Champ de bataille de Bounghoye                   | Département de Diourbel |                                         |                              |                   | 2006DIOURBEL05 |        |
| Champ de bataille de Ndiaby                      | Département de Diourbel |                                         |                              |                   | 2006DIOURBEL06 |        |
| École Ibrahima Thioye                            | Département de Diourbel | Diourbel                                | 14° 39′ 23″ N, 16° 13′ 48″ O |                   | 2006DIOURBEL07 |        |
| Baobab dit « Gouye Sambaye Karang »              | Département de Diourbel | Quartier Keur Yéli Manel Fall, Diourbel |                              |                   | 2006DIOURBEL08 |        |
| Baobab dit « Gouye Woté »                        | Département de Diourbel | Quartier Ndiodione, Diourbel            |                              |                   | 2006DIOURBEL09 |        |
| Résidence de Cheikh Ahmadou Bamba                | Département de Diourbel | Diourbel                                |                              |                   | 2006DIOURBEL10 |        |
| Champ de bataille de Sambé                       | Département de Diourbel |                                         |                              |                   | 2006DIOURBEL11 |        |
| Champ de bataille de Ngagnane                    | Département de Diourbel |                                         |                              |                   | 2006DIOURBEL12 |        |
| Tombes sereer de Ndayane et vestiges associés    | Département de Diourbel |                                         |                              |                   | 2006DIOURBEL13 |        |
| Grande Mosquée                                   | Département de Mbacké   | Touba                                   | 14° 52′ 00″ N, 15° 52′ 00″ O |                   | 2006MBACKE01   |        |
| Aynou Rahmati, puits de la Miséricorde           | Département de Mbacké   | Touba                                   |                              |                   | 2006MBACKE02   |        |
| Gouye Tékhé et Gouye Ziarra                      | Département de Mbacké   | Touba                                   |                              |                   | 2006MBACKE03   |        |
| Négou Mame Diarra Bousso                         | Département de Mbacké   | Khourou Mbacké                          |                              |                   | 2006MBACKE04   |        |
| Champ de tumulus de Thièkène                     | Département de Mbacké   | Kael                                    | 14° 42′ N, 15° 57′ O         |                   | 2006MBACKE05   |        |
| Tumulus de Gninguène                             | Département de Mbacké   |                                         |                              |                   | 2006MBACKE06   |        |
| Tumulus de Lambaye                               | Département de Bambey   | Lambaye                                 |                              | sites des teignes | 2006BAMBEY01   |        |
| Tène-Mbambey, champ de bataille à Mbambey Sérère | Département de Bambey   | Mbambey Sérère                          |                              |                   | 2006BAMBEY02   |        |
| Gouye Ndeung                                     | Département de Bambey   |                                         |                              |                   | 2006BAMBEY03   |        |
| Champ de bataille de Sanghay-Mbol                | Département de Bambey   |                                         |                              |                   | 2006BAMBEY04   |        |
| Champ de bataille de Ndiarème                    | Département de Bambey   | Près de Sindian, Ngoye                  |                              |                   | 2006BAMBEY05   |        |
| Mausolée du Professeur Cheikh Anta Diop          | Département de Bambey   | Thieytou, Dinguiraye                    |                              |                   | 2006BAMBEY06   |        |
| Tumulus de Pouniar                               | Département de Bambey   | Lambaye                                 |                              |                   | 2006BAMBEY07   |        |
| Tumulus de Gallo Peye                            | Département de Bambey   | Ndangalma                               |                              |                   | 2006BAMBEY08   |        |
| Tumulus de Peul Lamassas                         | Département de Bambey   | Ndangalma                               |                              |                   | 2006BAMBEY09   |        |